# Switchfoot
Switchfoot je americká křesťanská alternativní rocková kapela ze San Diega v Kalifornii. Mají na svém kontě jedenáct řadových alb.

## Historie kapely

### Založení kapely
Skupina Switchfoot vznikla v roce 1996.
Switchfoot začínali jako dvě samostatné kapely. Bubeník Chad Butler hrál ve skupině Half Together a bratři kytarista Jon Foreman a baskytarista Tim Foreman v Etc.. Jejich skupiny hrály často společně a také si často navzájem dělali předskokany. Potom se obě kapely rozpadly, což vedlo k tomu, že Jon, Tim a Chad založili novou s názvem Chin Up (pojmenovanou po jejich kamarádovi Willu Chinovi.) V Jonově pokoji nahráli své demo a začali vystupovat v místních klubech a kavárnách. Mezitím se jejich nahrávka dostala k producentovi Charliemu Peacockovi. I přes velmi nízkou kvalitu zvuku („Je vážně utrpení to poslouchat, činely jsou tam tak hlasité!“ řekl Tim) ho okamžitě zaujaly hluboce upřímné texty. Nechal Jonovi na záznamníku vzkaz, ve kterém vylíčil svůj zájem o jejich kapelu. O pár týdnů později získala Chin Up nahrávací smlouvu. Během zimního volna začali nahrávat a mezitím si změnili jméno z Chin Up na Switchfoot, protože nechtěli mít na své nahrávce píseň se stejným jménem jako byl název jejich kapely. Switchfoot je surfařský pojem, kterým se označuje, když surfař změní pozici nohou na prkně a jede na opačnou stranu přímo proti vlně. Také může znamenat získání nové perspektivy či náhledu.

### První léta (1996–2002)
Tim maturoval jen pár dní před vydáním jejich CD The Legend of Chin a poté natočili klip k písni „Chem 6A“. CD se setkalo s úspěchem a provázely jej pozitivní recenze. Switchfoot vyhráli ocenění San Diego Music Award a ASCAP Award za „Nejlepšího nového umělce“.
The Legend of Chin se prodávalo dobře kapela se v roce 1999 vydala do studia, aby nahrála své druhé album New Way to Be Human.
Začali být známí v hudební branži a v roce 1999 získali ocenění Dove Award za „Moderní Rockovou píseň roku“ („New Way to Be Human“).
Switchfoot teď často koncertovali, předskakovali pro kapely jako Five Iron Frenzy nebo OC Supertons, což tuto sandiegskou skupinu představilo ještě více lidem.
Rok 2000 se nesl ve znamení nového CD, v budoucnu zlatého Learning to Breathe. Brzy po jeho vydání se ke skupině připojil klávesista Jerome Fontamillas (původně ze skupin Mortal a Fold Zandura) a začal s nimi koncertovat. Learning to Breathe také přineslo skupině sandiegskou hudební cenu za „Nejlepší popové album“, „Nejlepší dospělé alternative umělce“ a „Nejlepšího popového umělce“. Také měli jednu nominaci na cenu Grammy. Skupina se pomalu začínala svým hudebním stylem i vystupováním přibližovat mainstreamu.

### The Beautiful Letdown(2003–2005)
Poté v roce 2002 vyšel populární film s Mandy Moore A Walk to Remember (Dlouhá cesta). Switchfoot, coby Mandyina oblíbená skupina, měli několik písní na soundtracku k filmu a zpěvák Jon Foreman si zazpíval s Mandy Moore duet.
Uvedení tohoto filmu přineslo Switchfoot ještě více pozornosti. V té době také zkrachovala jejich nahrávací společnost Re: think a Switchfoot podepsali smlouvu na pět alb s Red Ink and Columbia.
Poté v roce 2003 vydali svůj obrovský hit, The Beatiful Letdown, s nímž na hudební scéně uspěli. Album v čele s hity „Dare You to Move“ a „Meant to Live“ překročilo 2 000 000 prodaných kopií.
Mezi lety 2003 a 2005 za něj také Switchfoot obdrželi několik cen, například vyhráli Dove Awards v kategorii „Rocková nahrávka roku“ („Ammunition“), „Současné rockové album roku“, „Současná rocková nahrávka roku“ („Meant to Live“), „Umělec roku“, „Krátké hudební video roku“ („Dare You to Move“) a „Současná rocková nahrávka roku“ („Dare You to Move“). Skupina také vyhrála San Diego Awards za „Nejlepší popové album roku“ a „Píseň roku“ („Dare You to Move“).
V roce 2004 Switchfoot vydali dlouho očekávané DVD shrnující všech osm let jejich existence, Switchfootage. Switchfootage obsahovalo krátký film, scény ze zákulisí a exkluzivní interview. Po tomto DVD vydali Switchfoot další, své první live DVD jménem Live in San Diego. Toto DVD nahráli ve svém rodném městě a slavili s ním velký úspěch; stalo se platinovým a vyhrálo Dove Award za „Dlouhostopážní hudební video roku“.
The Beautiful Letdown se dostalo na 16. místo v Billboardu a Top Internet Album žebříčcích a na první místo v křesťanských Top Christian Album žebříčcích. V roce 2003 se také Switchfoot objevili v několika večerních televizních pořadech, jako například u Jaye Lena a Davida Lettermana a také několikrát na MTV.
S vydáním alba Beatiful Letdown začala skupina projevovat snahu se „neškatulkovat“ a chtěli se zbavit nálepky „křesťanská rocková kapela“. „Jsme křesťany, co se týče víry, ale ne žánru“, prohlásil baskytarista Tim Foreman. „Jako skupina,“ vysvětloval, „se snažíme o Sokratovský přístup, kdy pokládáme hodně otázek. Myslím, že spousta lidí velmi rychle odpovídá, aniž by se někdo na cokoliv ptal.“
Ne všichni tento postoj kapely schvalovali a hodně lidí se bálo, že se snaží pouze více zalíbit. Switchfoot byli nicméně s tímto krokem úspěšní a podařilo se jim neodehnat své křesťanské fanoušky a přiblížit se těm ostatním.
„Jako hudebník bych od posluchače chtěl jedinou věc, a to aby si pustil CDčko, zavřel oči a zapomněl na všechno ostatní,“ řekl Jon Foreman. „Nejspíš se mi tenhle sen nesplní, ale já poslouchám hudbu od spousty různých lidí a myslím, že existuje někdo s otevřenou myslí, kdo může poslouchat jakýkoliv druh hudby.“

### Nothing is Sound(2005–2006)
V roce 2003 začal se skupinou koncertovat kytarista Drew Shirley (původně ze skupiny All Together Separate). Díky nabitému koncertnímu programu byli Switchfoot prakticky stále na cestách a uvědomili si, že pokud se chtějí posunout blíže novému albu, musí jej na cestách vytvořit. Začali tedy psát a nahrávat nové kusy a někdy hráli právě napsané písně pro posluchače na koncertech.
„Na téhle nahrávce to byli nejvíce právě fanoušci, kdo si vybíral, jaké tam budou písně,“ vysvětloval Jon Foreman. Skupina využila této příležitosti, aby si vyzkoušela nové kusy naživo a zjistila tak reakci publika. „Už podle nějakého druhého refrénu jste mohli celkem s přesností vidět, jak to s písní vypadá. Pokud se na vás lidi dívají s takovým tím zvláštním nechápavým výrazem, je na čase zasednout zpátky k psacímu stolu,“ směje se Jon.
Reklamní kampaň nového alba byla obrovská a Switchfoot v roce 2005 vytvořili DVD názvem Feet Don't Fail Me Now, které obsahuje vtipný záznam členů kapely a spekulace o tom, jak by mělo vypadat jejich nové album.
Rok 2005 byl opravdu nabitý. Do skupiny byl oficiálně přijat Drew Shirley, Switchfoot také poprvé uspořádali Bro-Am, dobročinný surfařský závod (kde musí každý během svého zahřívacího kola udělat alespoň jeden trik switchfoot – tj. změnit směr a jít proti vlně) spojený s koncertem skupiny. Výtěžek z této akce byl věnován místním charitativním organizacím.
Díky prvnímu z dnes již každoročně konaných Bro-Amů, který se konal v červenci 2005, byly získány peníze pro skupinu s názvem Care Home, neziskovou organizaci, která poskytuje pomoc teenagerům v problémech nebo bez domova po celém státě San Diego. Akce měla obrovský úspěch a „přesáhla všechna naše očekávání,“ řekl Jon Foreman. „Byl jsem neustále šokován úrovní surfování. Přišly i takové legendy jako Tom Curren nebo mladé hvězdy jako Derek Blockleman. Děti z Care House se učily surfovat a hrát na kytaru oni mě zase učili tančit. Ještě jednou díky všem, kteří pomohli uskutečnit tento náš sen.“
V roce 2005 založili lowercasepeople.com, webové stránky a časopis o hudbě, umění a sociální spravedlnosti. Lowercase people byl inspirován návštěvou skupiny v jihoafrických vesnicích (ta byla také inspirací pro píseň The Shadows Proves the Sunshine). To, že viděli sirotčince plné kojenců, jejichž rodiče zemřeli na AIDS, že se setkávali se sirotky na ulicích a že se setkali s dětským sborem Kuyasa Kids přivedlo Switchfoot k založení této ambiciózní organizace. Vydali CD sboru Kuyasa Kids (k dispozici na stránkách časopisu i skupiny www.switchfoot.com) Děti tak mohou pomoci získat peníze pro své komunity. Lowercase people vydali i kolekcí oblečení.
V září 2005 vydali své páté album, Nothing Is Sound a v hitparádách s ním poprvé dosáhli třetí příčky. Nothing Is Sound se dostalo na první místo v hlavní křesťanské a internetové hitparádě.
První skladba alba Stars (píseň „Happy Is A Yuppie Word“ byla původně zařazena jako první skladba, ale byla zaměněna když ji vydavatel označil za příliš temnou) získala obrovskou popularitu a šestnácté místo v americké moderní rockové hitparádě. Jejich klip byl nesmírně populární, objevovali se v něm členové kapely hrající pod vodou. „Potopili jsme bicí. Vypadalo to surrealisticky.“
Album se setkalo s potížemi, po intenzivním nárůstu prodeje (Zlatá edice vyšla již tři měsíce po prvním vydání) to přispělo k jeho propadu. Některá CD byla chráněna před kopírováním a obsahovala varovaní před stahováním hudby do iPodů a před možností nainstalovat si takto do počítače virus. Zklamaný Tim Foreman, který soucítil s fanoušky, napsal na stránky vydavatelství Sony projev proti přehnané ochraně a poskytl fanouškům detailní pokyny jak ochranu obejít. Jeho vzkaz byl ale okamžitě smazán vydavatelstvím Sony.
Avšak album stále bylo opatřeno přísnou ochranou a i když Sony později vydalo novou přepracovanou verzi alba, mnozí z fanoušků se ke koupi stavěli zdráhavě.
I přes tyto nepříjemnosti kapela vyhrála ocenění GMA za „Krátké hudební video roku“ („Stars“) a Jon Foreman vyhrál ASCAP Impact Award za velký úspěch a vliv svých písní na mainstreamovou rockovou hudbu. U příležitosti Nothing Is Sound Fall Tour také spustili Daily Foot, foto deník z cest. Když podzimní turné skončilo, vydali single „We Are One Tonight“ spolu s klipem. Píseň si ale v žebříčcích nevedla příliš dobře.
V únoru skupina (s producentem Stevem Lillywhitem) nahrála píseň jménem „Awakening“. Poté se v březnu 2006 vydali na Spring Tour a „Awakening“ se objevila na jejich setlistu. Spring Tour také fanouškům představil zbrusu nový Oficiální Switchfoot Podcast, video deníček z cest. Ten se dá zdarma stáhnout z iTunes a obsahuje pohledy do zákulisí, sestřihy z koncertů a rozhovory.

### Oh! Gravity(2006–2007)
Kapela se vrátila z jarního turné a Jon později řekl, že by skupina koncem roku ráda vydala nové album. Hudebníci také řekli, že neměli v úmyslu nahrát celé album, ale po nějakém čase stráveném ve studiu zjistili, že už ho vlastně celé mají. Ve snaze být stále v kontaktu se svými fanoušky, nainstalovali Switchfoot do svého studia webkameru, aby jim umožnili bližší pohled na nahrávání nového alba. Nahrávání skupina dokončila v San Diegu. Poté se vydali do LA, aby tam dokončili mixování a provedli finální úpravy. Album (nazvané Oh! Gravity) bylo hotové sedmého srpna. Switchfoot také uspořádali soutěž , kde mohli fanoušci soutěžit o výlet do San Diega a hrát na kravský zvon na jejich novém albu. Dále také vydali zdarma píseň pro fanoušky nazvanou „Daylight to Break“.
V následujících měsících Switchfoot zveřejnili název jejich nového alba (Oh! Gravity) a plánovali, kdy ho vydají. Chtěli album vydat v listopadu, ale nakonec bylo datum posunuto na 26. prosince. Album si vedlo dobře (18. místo na Billboard charts) a stalo se hitem. Toto album posléze dostalo ocenění „Sandiegské album roku”. K singlu „Oh!Gravity“ a písni „Awakening“ také vytvořili klipy.
Byl zde ale jeden problém – celé natáčení „Awakening“ si platili ze svého, protože vydavatelství Sony jej rozhodlo nazafinancovat. Tento krok signalizoval odchod Switchfoot od Sony.

### Osamostatnění, Jonovy sólové projekty (2007–2008)
V červnu roku 2007 Switchfoot pořádali již třetí každoroční Bro-Am. V té době však došlo k úniku ropy do vod Moonlight Beach, kde se Bro-Am konal, takže surfařská soutěž nemohla být uspořádána. I bez surfařské soutěže Switchfoot nakonec vydělal přes 40 000 $ na dobročinné účely.
V létě 2007, Jon Foreman začal pracovat na postranním projektu nazvaném The Real SeanJon se svým kamarád Seanem Watkinsnem z kapely Nickel Creek. Později změnili jméno na Fiction Family. Začal také pracovat na svých sólových projektech a na konci července Switchfoot začali zpracovávat nápady pro nové album. Jon také představil svoji myšlenku o čtyřech EP's nazvaných Podzim, Zima, Jaro a Léto.
10. srpna roku 2007 skupina přes svoji myspcace stránku oficiálně ohlásila, že „po několika rocích, kdy jsme se snažili, aby vše s Columbií fungovalo jsme oficiálně rosekli naše závazky se Sony, abychom mohli tvořit hudbu nezávisle.“
Kapela založila svoje vlastní vydavatelství nazvané Lowercase people records. „Našim cílem bylo odstranit bariéru mezi našimi posluchači a našimi písněmi,“ napsal Jon na oficiální YouTube stránce skupiny. „V hudbě jsme se chtěli dostat do míst, která jsme zatím ještě nenavštívili. Chtěli jsme utvořit více rozdílnou sbírku hudebních projektů, kterou bychom více ovládali. Protože hudba hraje velmi rozhodující roli při spojování lidí z celého světa, chtěli jsme být součástí vydavatelství, které se přímo věnuje společenským věcem a které je více ohleduplný vůči životnímu prostředí. Lowercase People Records je náš pokus dělat takové věci a snad i víc. Lowercase People je náš pokus lépe sloužit této komunitě, která nás podporuje skrze tyto dlouhá léta. Jako kapela máme celý náš život tento sen: nemít žádné hranice při tvorbě písní ani při způsobu, kterým je budeme šířit. Takže tohle od nás můžete očekávat… během příštích pár měsíců vydáme několik odlišným projektů, které vyvrcholí novým Switchfoot CDčkem, které určí kdo jsme v nové, nezávislé éře.“
Krátce na to začali budovat v San Diegu nové nahrávací studio.
Na podzim roku 2007, kapela vyrazila na turné „Appetite for Construction“, kde jeden dolar z každé vstupenky šel na charitativní organizaci Habitat for Humanity. Celá tour vydělala přes 100,000 dolarů a představila také úplně první píseň, kterou kluci nahráli u Lowercase people record, nazvanou „Rebuild“. Jon Foreman píseň napsal spolu s Mattem Thiessen z kapely Relient K. Písničku bylo možné zadarmo stáhnout, ale zároveň přispět na Habitat For Hummanity.
V listopadu Jon vydal své první EP (Podzim) a v lednu 2008 vydal své druhé EP, Zima. Obě EP se setkaly s pozitivním hodnocením a Zima vyhrála 1. místo na „iTunes Top Selling Albums Chart“ (seznam nejprodávanějších alb). Podzim se v těchto statistikách umístil na 8. místě.
Na jaře 2008 se kapela připojila ke společnosti To Write Love On Her Arms. Jde o neziskovou organizaci která se zaměřuje na poskytování naděje a pomoci pro mladé lidi, kteří zápasí s problémy jako deprese, drogová závislost a pokusy o sebevraždu. Kapela ji podpořila na speciálním Up In Arms turné. Jon také vydal jeho Jarní EP.
V létě Jon dokončil své sezónní EPčka (EP Léto se dostala na 10. příčku v nejprodávanějších albech) a spolu s ostatními se přesunuli do nově dokončeného studia, aby zde mohli pracovat na jejich novém albu.

### Nové album
Čtvrtý Bro-Am se konal v červnu a vydělal $60,000 pro organizaci Stand Up For Kids.
Plán pro brzkou budoucnost bylo nové Switchfoot CD (plánované na léto 2009).

## Diskografie
- 1997: The Legend of Chin
- 1999: New Way to Be Human
- 2000: Learning to Breathe
- 2003: The Beautiful Letdown
- 2005: Nothing Is Sound
- 2006: Oh! Gravity.
- 2009: Hello Hurricane
- 2011: Vice Verses
- 2014: Fading West
- 2014: The Edge of the Earth
- 2016: Where the Light Shines Through
- 2019: Native Tongue

## Ceny
1997
- „Best New Artist“ – San Diego Music Awards
- „Best New Artist“ – ASCAP Awards

2001
- „Best Pop Artist“ – San Diego Music Awards
- „Best Pop Album“ – Learning to Breathe – San Diego Music Awards
- „Les Paul Horizon Award“ for the most promising up-and-coming guitarist — Jon Foreman

2002
- „Best Adult Alternative Artist“ - San Diego Music Awards

2003
- „Best Pop Album“ — The Beautiful Letdown – San Diego Music Awards
- „Album of the Year“ — The Beautiful Letdown – San Diego Music Awards

2004
- „Rock Recorded Song of the Year“ — „Ammunition“ – GMA Dove Awards
- „Rock/Contemporary Album of the Year“ — The Beautiful Letdown – GMA Dove Awards
- „Rock/Contemporary Recorded Song of the Year“ — „Meant to Live“ – GMA Dove Awards
- „Song of the Year“ — Dare You To Move – San Diego Music Awards

2005
- „Artist of the Year“ – GMA Dove Awards
- „Short Form Music Video of the Year“ — „Dare You To Move“ – GMA Dove Awards
- „Long Form Music Video of the Year“ — „Live In San Diego“ – GMA Dove Awards
- „Rock/Contemporary Recorded Song of the Year“ — „Dare You To Move“ – GMA Dove Awards

2006
- „Artist of the Year“ – San Diego Music Awards
- „Short Form Music Video of the Year“ — Stars – GMA Dove Awards
- „Impact Award“ awarded to „celebrate the success and influence of his songs in mainstream rock music“ — Jon Foreman – ASCAP Awards
- Top 50 list of Most Performed Song of 2005 — „Dare You To Move“ – ASCAP Awards

2007
- „Album roku“ — Oh! Gravity – San Diego Music Awards